# Landes sèches et milieux tourbeux du bois du Breuil
Landes sèches et milieux tourbeux du bois du Breuil este o arie protejată (sit de importanță comunitară — SCI) din Franța întinsă pe o suprafață de 356 ha, integral pe uscat.

## Localizare
Centrul sitului Landes sèches et milieux tourbeux du bois du Breuil este situat la coordonatele 46°42′05″N 3°47′33″E / 46.70139°N 3.7925°E.

## Înființare
Situl Landes sèches et milieux tourbeux du bois du Breuil a fost declarat arie specială de conservare în baza directivei 92/43 din 1992 referitoare la conservarea habitatelor naturale și a faunei și florei sălbatice pentru a proteja un număr necunoscut de specii din flora spontană și fauna sălbatică aflate în arealul zonei.

## Biodiversitate
Situată în ecoregiunea continentală, aria protejată conține 6 habitate naturale: Pajiști umede nord-atlantice cu Erica tetralix, Formațiuni ierboase bogate în specii de Nardus, dezvoltate pe substraturi silicioase în zone montane (și în zone submontane, în Europa continentală), Pajiști uscate europene, Păduri aluvionare cu Alnus glutinosa și Fraxinus excelsior (Alno-Padion, Alnion incanae, Salicion albae), Turbării active, Mlaștini turboase de tranziție și turbării mișcătoare.
La baza desemnării sitului se află un număr nedeclarat de specii protejate.
Pe lângă speciile protejate, pe teritoriul sitului au mai fost identificate 13 specii de plante, 2 specii de păsări, 4 specii de amfibieni, 8 specii de reptile.